# آمیکا (ربات)
آمیكا یک ربات انسان‌نما است که توسط Engineered Arts ساخته شده است.

## تاریخچه
نسل اول آمیكا در مقر اصلی Engineered Arts در فالموث، کورنوال بریتانیا توسعه یافت. این پروژه در فوریه 2021 آغاز شد و اولین ویدئو به صورت عمومی در اول دسامبر 2021 منتشر شد. آمیكا پیش از اولین نمایش عمومی خود در CES 2022، توجه گسترده‌ای در توییتر و تیک‌تاک به دست آورد، جایی که توسط CNET و سایر رسانه‌های خبری پوشش داده شد.
در سال 2022، آمیكا پیامی جایگزین برای کریسمس را توسط کانال 4 برای روز کریسمس ارائه داد. آمیكا در حال حاضر با خانواده روباتیک موزه آینده در ارتباط است، جایی که می‌تواند با بازدیدکنندگان تعامل داشته باشد.

## ویژگی‌ها
آمیكا به‌طور عمده به‌عنوان یک پلتفرم برای توسعه بیشتر فناوری‌های رباتیک مرتبط با تعامل انسان و ربات طراحی شده است. این ربات از میکروفون‌های تعبیه شده، دوربین‌های دوچشمی نصب‌شده در چشم‌ها، دوربین سینه و نرم‌افزار تشخیص چهره برای تعامل با عموم استفاده می‌کند. تعاملات می‌توانند توسط GPT-3 یا دورحضوری انسان کنترل شوند. همچنین دارای بازوها، انگشتان، گردن و ویژگی‌های صورت مفصل‌بندی شده موتوردار است.
ظاهر آمیكا شامل پوست لاستیکی خاکستری روی صورت و دست‌ها است و به‌طور خاص به گونه‌ای طراحی شده است که بی‌جنسیت به نظر برسد.

## حضورهای عمومی
مرکز علمی کپرنیک, ورشو، لهستان
موزه آینده, دبی
نمایشگاه لوازم الکترونیکی مصرفی 2022
موزه آلمانی نورنبرگ
جشنواره OMR 2022 با میزبانی Vodafone
GITEX 2022
کنفرانس بین‌المللی رباتیک و اتوماسیون 2023
اتحادیه بین‌المللی مخابرات اجلاس جهانی هوش مصنوعی برای خیر 2023
Sphere